# Quítxua lamista
El quítxua lamista (llakwash runasimi) és una varietat de quítxua parlada en la província de Lamas al departament de San Martín, i en alguns pobles a la vora del riu Huallaga. El lamista forma part de les branca Chinchay septentrional de la família de llengües quítxua, juntament amb el quítxua de Chachapoyas, el kichwa de l'Equador i l'Inga Kichwa.

## Característiques
Com el quítxua de Cajamarca i l'antic quítxua general o lingua franca del Tawantinsuyu, coneix el quítxua lamista la sonorització després d'un so nasal.
- Tanta [tanda]: «pa»
- Wanpu [wambu]: «barca»
- Shunku [ʃuŋgu]: «cor»

Igual que els altres quítxues del nord de la branca Chinchay, el lamista ha fusionat el fonema oclusiu uvular /q/ en vetllar /k/.